# Tepantita de Ocoroni
Tepantita de Ocoroni är en ort i Mexiko.   Den ligger i kommunen Sinaloa och delstaten Sinaloa, i den västra delen av landet, 1 200 km nordväst om huvudstaden Mexico City. Tepantita de Ocoroni ligger 72 meter över havet och antalet invånare är 471.
Terrängen runt Tepantita de Ocoroni är platt. Runt Tepantita de Ocoroni är det glesbefolkat, med 19 invånare per kvadratkilometer. Närmaste större samhälle är Genaro Estrada, 4,2 km öster om Tepantita de Ocoroni. Trakten runt Tepantita de Ocoroni består till största delen av jordbruksmark.